# Maj 2008

## 1 maja2008
- Kinga Baranowska jako pierwsza Polka w historii zdobyła Dhaulagiri (8167 m n.p.m.)[1].
- W Chinach został otwarty najdłuższy morski Most przez zatokę Hangzhou o długości 36 km[2].

## 2 maja2008
W Zimbabwe ogłoszono oficjalne wyniki I tury wyborów prezydenckich. W II turze spotkają się Morgan Tsvangirai i Robert Mugabe.

## 5 maja2008
- W wyniku przejścia nad południową Mjanmą cyklonu Nargis, który był sklasyfikowany w czwartej kategorii cyklonów, zginęło co najmniej 28 tysięcy ludzi[4].

## 7 maja2008
- Brian Cowen zastąpił Bertiego Aherna na stanowisku Taoiseacha Irlandii[5].
- Dmitrij Miedwiediew został zaprzysiężony na prezydenta Rosji[6].

## 8 maja2008
- Władimir Putin został wybrany Premierem Federacji Rosyjskiej[7].

## 11 maja2008
- W Serbii odbyły się wybory parlamentarne, wygrane przez Demokratów Borysa Tadicia. (Gazeta.pl, Wprost.pl)
- Sudan zerwał stosunki dyplomatyczne z Czadem[8].

## 12 maja2008
- W trzęsieniu ziemi w chińskiej prowincji Syczuan zginęło kilka tysięcy osób[9].
- W Warszawie w wieku 98 lat zmarła Irena Sendlerowa[10].

## 14 maja2008
- Liczba artykułów w polskiej wersji językowej Wikipedii osiągnęła pułap 500 tys. haseł (Wikipedia).

## 15 maja2008
- Sąd Najwyższy Kalifornii uznał zakaz małżeństw homoseksualnych za niezgodny z konstytucją stanu Kalifornia[11].

## 16 maja2008
- Sportowy Sąd Arbitrażowy orzekł, że biegający na protezach Oscar Pistorius będzie mógł wystartować w Igrzyskach Olimpijskich w Pekinie[12].

## 17 maja2008
- W wyborach prezydenckich w Dominikanie został ponownie wybrany Leonel Fernández z Dominikańskiej Partii Wyzwolenia[13].
- W wyborach parlamentarnych w Kuwejcie zwyciężyli przedstawiciele muzułmańskich konserwatystów[14].
- Wikipedia niemieckojęzyczna przekroczyła dziś liczbę 750 000 artykułów.

## 18 maja2008
- Rosja wygrała w Mistrzostwach Świata w hokeju na lodzie pokonując w finale reprezentację Kanady[15].

## 19 maja2008
- Zmarł Ryszard Kulesza – były selekcjoner reprezentacji Polski w piłce nożnej[16].

## 20 maja2008
- Isis Gee przeszła do finału 53. Konkursu Piosenki Eurowizji[17].

## 21 maja2008
- W wyborach parlamentarnych w Gruzji zwyciężył proprezydencki Zjednoczony Ruch Narodowy[18].

## 24 maja2008
- W Mjanmie przeprowadzona została druga część referendum konstytucyjnego[19].
- Reprezentujący Rosję Dima Biłan zwyciężył w Konkursie Piosenki Eurowizji 2008, śpiewając piosenkę Believe[20].
- Kolumbijskie źródła rządowe podały wiadomość o śmierci założyciela i wieloletniego dowódcy FARC – Manuela Marulandy[21].

## 25 maja2008
- Film Entre les murs w reżyserii Laurenta Canteta otrzymał Złotą Palmę podczas 61. Festiwalu Filmowego w Cannes[22].
- Zgromadzenie Narodowe w Libanie wybrało na prezydenta Michela Sulaimana[23].
- Debiut koreańskiego boysbandu SHINee (z wytwórni SMent)

## 26 maja2008
- Zmarł Sydney Pollack, amerykański reżyser i aktor filmowy.
- Bezzałogowy lądownik Phoenix wylądował w okolicach okołobiegunowych Marsa[24].
- Uruchomiona została Śląska Wikipedia, ponadto w ramach Fundacji Wikimedia zostało uruchomionych 14 nowych projektów: Wikipedie w językach erzja, estremadura, hindi fidżyjskim, gan, karakałpackim, moksza, jakuckim, Sranan Tongo; Wikinews w językach czeskim i węgierskim; Wikiźródła w języku limburskim oraz Wikiversity w językach czeskim, japońskim, portugalskim. (Meta-Wiki)

## 28 maja2008
- Zmarł Lechosław Goździk – przywódca robotniczego protestu w 1956 roku[25].
- Nepal proklamował federacyjną, demokratyczną republikę podczas pierwszego po wyborach posiedzenia Zgromadzenia Konstytucyjnego, znosząc 240-letnią monarchię[26].

## 31 maja2008
- Grzegorz Napieralski został nowym szefem SLD[27].
- Rozpoczęła się misja promu kosmicznego Discovery, którego celem jest dostarczenie do Międzynarodowej Stacji Kosmicznej m.in. kolejnych komponentów japońskiego modułu Kibō oraz części do naprawy toalety w rosyjskim module Zwiezda[28].
- Usain Bolt z Jamajki podczas mityngu w Nowym Jorku ustanowił nowy rekord świata w biegu na 100 metrów, który teraz wynosi 9,72 s.[29]